# Dukinfield Henry Scott
Dukinfield Henry Scott (1854, Londres - 1934 , Basingstoke) fue un botánico británico.
Comienza estudios de anatomía vegetal, para luego interesarse en los fósiles vegetales, deviniendo en autoridad importante de la Paleobotánica.
Estudia en Oxford, y defiende su doctorado en la Universidad de Wurtzburgo bajo la dirección de Julius von Sachs (1832-1897). Su tesis, publicada en 1881, trata de la Fisiología vegetal. En 1882, es asistente de Daniel Oliver (1830-1916) en la "University College de Londres". A partir de 1885, trabaja con Thomas Henry Huxley (1825-1895) en la Escuela Normal de Ciencias. En 1892, es designado director de estudios en el Laboratori Jodrell de los Jardines Botánicos Reales de Kew.

## Honores
Es electo miembro de la Royal Society en 1894 y dirige la presidencia de la Sociedad linneana de Londres de 1908 a 1912.
Es laureado con la Royal Medal en 1906, la medalla linneana en 1921 , la medalla Darwin en 1926; y la Medalla Wollaston por parte de la Geological Society of London en 1928.
Scott estudia los vegetales fósiles y demuestra que las Gymnospermae derivan de las Filicophytas. Con los años llegó a contar con una colección de más de 3.000 fósiles de plantas del Carbonífero.

## Algunas publicaciones
- Introduction to Structural Botany, 1894
- Studies in Fossil Botany, 1900
- The Present Position of Paleobotany, 1906
- Extinct Plants and Problems of Evolution, 1924

- La abreviatura «D.H.Scott» se emplea para indicar a Dukinfield Henry Scott como autoridad en la descripción y clasificación científica de los vegetales.[1]

## Fuente
- Su obituario